# Arabembia biarmata
Arabembia biarmata is een insectensoort uit de familie Embiidae, die tot de orde webspinners (Embioptera) behoort. De soort komt voor in Saoedi-Arabië.
Arabembia biarmata is voor het eerst wetenschappelijk beschreven door Ross in 1981.